# Římskokatolická farnost Dlouhý Most

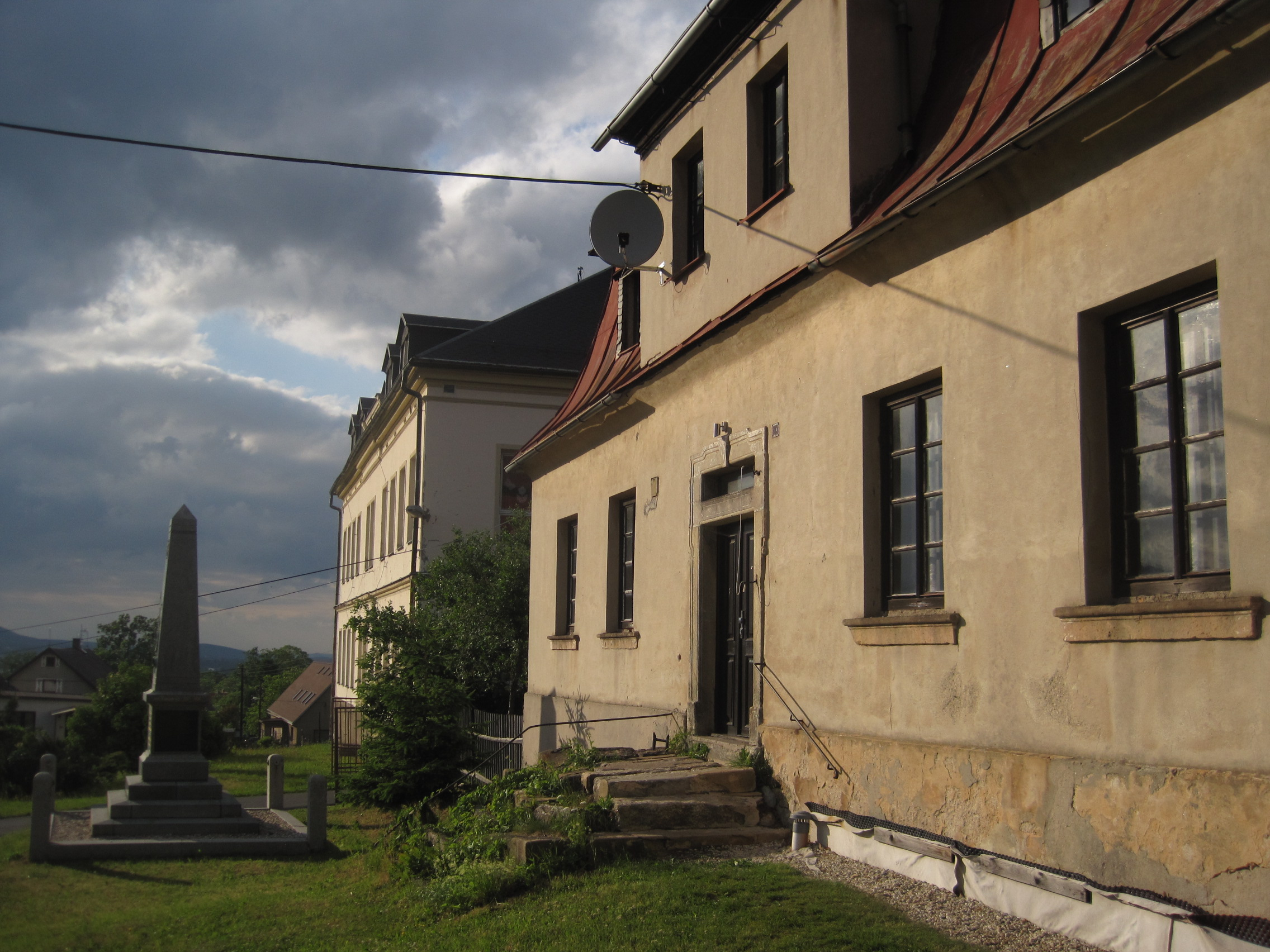
Farní budova v Dlouhém Mostě

Římskokatolická farnost Dlouhý Most (lat. Langenbruka, něm. Langenbrück) je církevní správní jednotka sdružující římské katolíky na území obce Dlouhý Most a v jejím okolí. Organizačně spadá do libereckého vikariátu, který je jedním z 10 vikariátů litoměřické diecéze. Centrem farnosti je kostel svatého Vavřince v Dlouhém Mostě.

## Historie farnosti
Od roku 1787 byla v místě lokálie. Od tohoto roku jsou také vedeny matriky. Farnost byla kanonicky zřízena od 15. července 1849.

### Duchovní správcové vedoucí farnost
Začátek působnosti jmenovaného v duchovní správě farnosti od:
- 1787 cap. loc. Vitus Marschner OSB (Emauzský), n. 1753 Šluknov, † 11. 12. 1792 Dlouhý Most, čp. 150
- 1793 cap. loc. Franc. Pokorny n. 6. 6. 1746 Rozdialovicens., o. 25. 5. 1771
- 1800 cap. loc. vacat
- 1801 cap. loc. Franc. Ullmann, † 2. 8. 1812
- 1807 cap. loc. vacat
- 1807 cap. loc. Wenc. Holly, n. 15. 1. 1767 Glaserdorfens., o. 5. 2. 1797, † 25. 4. 1840
- 1828 cap. loc. vacat, coop. Ludov. Leubner
- 1829 cap. loc. Josef Tobisch, n. 30. 11. 1798 Einsiedlens., o. 24. 8. 1822, † 10. 10. 1849
- 1842 cap. loc. Franc. Brausek, n. 22. 8. 1800 Držkov, o. 4. 9. 1826
- 1849 protopar. (prvofarář) Franc. Brausek, n. 22. 8. 1800 Držkov, o. 4. 9. 1826, † 17. 2. 1883
- 1852 Ign. Hayný, n. 9. 10. 1806 Jičín, o. 19. 12. 1829, † 26. 5. 1877
- 1877 Joann. Počta, n. 6. 5. 1832 Auřinoves, o. 26. 7. 1858, † 4. 6. 1906
- 1880 Joann. Štajnygr, n. 23. 8. 1844 Kly, o. 20. 7. 1869, † 25. 3. 1908
- 1886 Franc. Čapek, n. 5. 7. 1851 H. Jeseník, o. 18. 7. 1875,
- 1890 Franc. Hrbek, n. 2. 12. 1853 Praha, o. 19. 7. 1879, † 24. 4. 1925
- 1905 par. vacat, admin. interc. Josef Bém
- 1906 Josef Dumek, n. 17. 2. 1857 Sklenářice, o. 24. 8. 1882, † 16. 5. 1924
- 1. 12. 1919 Petrus Bittner, n. 5. 2. 1882 Johannesthal, o. 12. 7. 1908, † 15. 9. 1967
- 14. 9. 1953 Steph. Dolobáč
- 16. 10. 1958 Karel Qualizza
- 5. 11. 1960 František Klapuch
- 1. 8. 1964 Ignác Stodůlka
- 15. 3. 1965 Alois Frajt
- 1. 10. 1974 Josef Dobiáš
- 1. 8. 1990 Josef Souček
- 1. 8. 1990 František Opletal
- 15. 6. 1998 Josef Faltejsek
- 13. 11. 2007 Josef Faltejsek, admin. exc. in spiritualibus
  - 13. 11. 2007 Bc. Michal Olekšák, trvalý jáhen, admin. in materialibus
- 1. 12. 2018 Michal Podzimek, admin. exc. in spiritualibus[3]

Kromě kněží stojících v čele farnosti, působili ve farnosti v průběhu její historie i jiní kněží. Většinou pracovali jako farní vikáři, kaplani, katecheté, výpomocní duchovní aj.

## Území farnosti
Do farnosti náleží území obce:
- Dlouhý Most (Langenbruck[p 2])
- Javorník (Jaberlich[p 2])
- Rašovka (Raschen[p 2])
- Šimonovice (Schimsdorf[p 2])

## Římskokatolické sakrální stavby na území farnosti
| | Fotografie | Stavba                         | Místo       | Bohoslužby                      | Zeměpisné souřadnice             | Status          | Číslo kulturní památky           |
| Kostely | Kostely    | Kostely                        | Kostely     | Kostely                         | Kostely                          | Kostely         | Kostely                          |
| --- | ---------- | ------------------------------ | ----------- | ------------------------------- | -------------------------------- | --------------- | -------------------------------- |
| 1. |            | Kostel sv. Vavřince            | Dlouhý Most | bližší informace o bohoslužbách | 50°42′49″ s. š., 15°4′26″ v. d.  | farní kostel    | 18200/5-4216 (Pk•MIS•Sez•Obr•WD) |
| 2. |            | Kostel sv. Jana Křtitele       | Zdislava    | bližší informace o bohoslužbách | 50°45′44″ s. š., 14°52′29″ v. d. | filiální kostel | 14442/5-4515 (Pk•MIS•Sez•Obr•WD) |
| Kaple |            |                                |             |                                 |                                  |                 |                                  |
| 3. |            | Kaple sv. Antonína Paduánského | Rašovka     | bližší informace o bohoslužbách | 50°41′54″ s. š., 15°2′23″ v. d.  | hřbitovní kaple | —                                |
| Některé drobné sakrální stavby a pamětihodnosti lze dohledat zde v databázi Drobné sakrální památky Zaniklé sakrální stavby lze dohledat zde v databázi Poškozené a zničené kostely, kaple a synagogy v České republice |            |                                |             |                                 |                                  |                 |                                  |

Ve farnosti se mohou nacházet i další drobné sakrální stavby, místa římskokatolického kultu a pamětihodnosti, které neobsahuje tato tabulka.